# حاکی نجیپ آغریمان
حاکی نجیپ آغریمان (انگلیسی: Hakkı Necip Ağrıman؛ ۱۸۸۴ – ۱۹۵۰) بازیگر اهل ترکیه بود.